# Ente Nazionale per l’Aviazione Civile
Die Ente Nazionale per l'Aviazione Civile (ENAC) ist die italienische Zivilluftfahrtbehörde. Sie untersteht dem Verkehrsministerium in Rom.
Die Gründung erfolgte per Decreto Ministeriale 31 ottobre 1997.
Die ENAC kann in etwa mit dem deutschen Luftfahrt-Bundesamt verglichen werden.

## Aufgaben
Die ENAC ist im zivilen Luftfahrtwesen für technische Vorschriften, Zertifizierungen und Prüfungen zuständig. Sie befasst sich insbesondere um die Zulassung von Luftfahrzeugen, um die Genehmigung und Überwachung von (technischen) Luftfahrtbetrieben und Fluggesellschaften und um die Lizenzierung von Piloten, Technikern usw. Darüber hinaus hat sie auch Regulierungsaufgaben im Bereich der Flughäfen und ihres Betriebs (Betreibergesellschaften). In Zusammenarbeit mit der italienischen Luftwaffe und der italienischen Flugsicherung ENAV koordiniert sie auch das zivile und militärische Luftfahrtwesen in Italien. Bei Flugunfällen wird die Agenzia Nazionale per la Sicurezza del Volo (ANSV) tätig.

## Organisation
Die ENAC ist eine Fachbehörde, welche an die allgemeinen politischen Weisungen des Verkehrsministeriums gebunden ist. Im Bereich der Zivilluftfahrt wird die ENAC regelmäßig beratend für das Verkehrsministerium und auch für das Parlament tätig, insbesondere wenn es um gesetzgeberische Angelegenheiten geht.
An der Spitze der Behörde steht ein Präsident, der sich vor allem auch um die Vertretung nach außen kümmert. Wichtigstes Entscheidungsgremium ist der Verwaltungsrat. Die Geschäftsführung hat ein Generaldirektor inne, dem für den allgemeinen Betrieb sechs zentrale Direktionen unterstehen. Der zentralen Direktion für die Koordinierung der Flughäfen sind die Flughafenbezirksdirektionen nachgeordnet, wobei die Großflughäfen Rom-Fiumicino und Mailand-Malpensa der zentralen Flughafendirektion in Rom unmittelbar unterstehen. Insgesamt hat die ENAC etwa 1.000 Mitarbeiter.

## Geschichte
Die ENAC entstand im Jahr 1997, als die Direzione Generale dell'Aviazione Civile (DGAC), eine Abteilung des Verkehrsministeriums, mit dem Registro Aeronautico Italiano (RAI) und anderen Stellen zu einer neuen, verwaltungstechnisch selbständigen Behörde im Geschäftsbereich des Verkehrsministeriums vereinigt wurde.

## ENAC Servizi
Am 1. April 2022 nahm das im Eigentum der ENAC stehende Unternehmen ENAC Servizi seine Geschäftstätigkeit auf. Bei ENAC Servizi handelt es sich im Wesentlichen um einen staatlichen Flughafenbetreiber, der den Gesamtbetrieb oder den wirtschaftlichen und administrativen Betrieb von 18 Regionalflughäfen und sonstigen zivilen Flugplätzen übernommen hat. Darüber hinaus übernimmt ENAC Servizi die Verwaltung von ENAC-Immobilien und andere unterstützende Aufgaben.